# Morbær
Morbær (Morus) er en slægt af frugtbærende træer, der består af 10-16 arter der gror vildt såvel som dyrket i mange tempererede og subtropiske egne.

## Kendetegn
Morbær er løvfældende træer eller buske og kan blive 5-10 m. høje og brede. Træet indeholder hvid saft. Barken er gråbrun, og bladene kan variere betydeligt på samme træ. Blomsterne kommer frem i det sene forår og er samlet i små stande, som enten er rent hanlige eller rent hunlige. Hos nogle arter bærer individerne kun blomster af den ene slags, dvs. at de er tvebo. Bladene af disse arter ædes af Silkesommerfuglenes larver, også kaldet "silkeorme". I den systematiske avl er det dog næsten udelukkende Hvid Morbær, der bruges.
|                                                                                             |
| - Lange morbærfrugter - Hvid Morbær - Sort Morbærs hun-blomster - Sort Morbærs han-blomster |

## Hjemsted
Allerede på Romerrigets tid blev Sort Morbær indført til dyrkning i alle de egne af Sydeuropa, hvor klima og jordbund gjorde det muligt.

## Dyrkning
Plantes pottedyrket eller med nøgne rødder (s.k. barrodede) i vinteren eller tidlig forår, da planten begynder at vokse sent på foråret. Ikke sart med hensyn til jordtype. Morbær har brug for noget sol og læ (grenene er sarte). Blomstrer sent forår og undgår derfor oftest evt. frost. Begynder at bære frugt efter omkring to år. Spirede frø kan dog tage op til femten år. Formeres gennem podning eller semi-modne stiklinger. Morbærtræer kræver meget lille vedligeholdelse: Ved beskæring gøres dette bedst tidlig sommer. Man kan styne morbærtræer for at holde dem lave og lettere få adgang til bladene – i så fald anbefales at plante næringsgivende planter tæt ved, for at opretholde bladproduktion.

## Anvendelse
Frugterne kan spises friske. Kan plukkes over en længere periode i takt med at de enkelte frugter modner. For lettere at høste, kan man lægge et stykke presening under træet og ryste stammen let eller slå let til grenene, således at modne bær falder ned. Frugterne bør ikke opbevares længe og kan behandles lige som hindbær.
Bladene er spiselige efter kogning – de kan dampes og bruges til at foldes omkring mad inden kogning, som lag i lasagne etc.
Hvid Morbær bruges i læhegn.
| Beskrevne arter |

- Hvid morbær (Morus alba)
- Sort morbær (Morus nigra)
- Rød morbær (Morus rubra)

| Andre arter |

- Morus australis
- Morus bombycis
- Morus celtidifolia
- Morus macroura
- Morus mesozygia
- Morus mongolica
- Morus serrata